# Pom Prap Sattru Phai
Pom Prap Sattru Phai (in thailandese: ป้อมปราบศัตรูพ่าย) è uno dei 50 distretti (khet) della città di Bangkok, in Thailandia.